# 京城蹴球团
京城蹴球团是位于京城府（今首尔特别市）的韩国足球俱乐部。1946年脱离日本独立后俱乐部重新运作并更名为首尔蹴球团。由于朝鲜战争，俱乐部停止运作。
在日治时期，京城蹴球团曾参加日本天皇杯并夺冠，成为唯一一支夺冠的非日本本土俱乐部。

## 历史
京城蹴球团成立于1933年，是韩国足球历史悠久的俱乐部。

## 荣誉
- 全朝鮮蹴球大會
  - 冠军 (1): 1936
  - 亚军 (3): 1933, 1938, 1939
- 天皇杯
  - 冠军 (1): 1935
- 明治神宫竞技大会
  - 冠军 (1): 1935（日语：明治神宮競技大会サッカー競技）